# G僧东
G僧东（1987年—），本名钱圣东，G僧东是钱圣东的網名，也是本名的上海話諧音，上海人，是一個專門做上海话視頻的博主。

## 生平
G僧東生於黃浦區，自稱畢業於上海外国语大学德语专业。毕业以后，他进入广告公司上班。2015年，他创办“打浦桥王力宏”公众号。2017年下半年，当公众号收入已经超过广告公司薪水後，他辞掉工作，租了间办公室，和朋友袁铭圆一起创业拍短视频。他的视频內容蛮多和上海本土文化相關，例如上海話科普、上海人以前的回忆、讽刺社会对上海人的刻板印象等等。後來工作室團隊擴張至8人。
2020年1月，他宣布要开一個新频道，叫“好叫好伐”，頻道内容涉及街头采访、上海話科普（“有句讲句”系列）、“上海话大挑战”等等。
2025年，他的辦公室搬到創智天地。